# Rubria brevifrons
Rubria brevifrons är en insektsart som beskrevs av Walker 1851. Rubria brevifrons ingår i släktet Rubria och familjen dvärgstritar. Inga underarter finns listade i Catalogue of Life.